# Hersenverlamming
Hersenverlamming, cerebrale parese of diplegia spastica infantilis is een stoornis die wordt veroorzaakt door schade aan de hersenen tijdens of vóór de geboorte. Naar de Engelse aanduiding wordt het ook wel cerebral(e) palsy genoemd. Een hersenverlamming gaat vaak gepaard met een slechte coördinatie, spraakproblemen en leerproblemen.
Hersenverlamming is een van de meest voorkomende aandoeningen die door pediatrische neurologen worden bestudeerd. Een belangrijk probleem dat door zowel werkers in de gezondheidszorg als ouders wordt onderkend, is dat er geen absolute definitie van hersenverlamming bestaat. Veel mensen uit de gezondheidszorg zouden hersenverlamming omschrijven als een afwijking van de motorische functies (in tegenstelling tot de geestelijke functies) die op vroege leeftijd, gewoonlijk voor of tijdens het eerste levensjaar, wordt opgelopen en die toe te schrijven is aan een niet-progressief hersenletsel. Verlamming kan een symptoom zijn, maar dat hoeft niet. Spasticiteit en spasmen komen veel voor.
De motorische functie is het vermogen bewegingen uit te voeren en bij te sturen. Hersenletsel is een afwijking in de hersenstructuur of -functie. Het gebruik van de term niet-progressief betekent dat het letsel geen doorgaande verslechtering van de hersenfunctie veroorzaakt.
Hersenverlamming treedt op bij ongeveer 1 tot 3 per duizend levendgeborenen.

## Oorzaken
Een van de minst begrepen aspecten van hersenverlamming is de oorzaak. Men gelooft in het algemeen dat de meest voorkomende oorzaak van hersenverlamming hypoxie is: een gebrek aan zuurstof van de hersenen tijdens de bevalling. Niettemin is dit waarschijnlijk een zeldzame oorzaak van hersenverlamming, en slechts een van de vele. Tijdens het geboorteproces is er vaak een zekere mate van foetale nood. Maar zelfs in gevallen van sterke foetale nood is hersenverlamming bijzonder zeldzaam.
Hersenverlamming is vaak het resultaat van afwijkingen tijdens de ontwikkeling van de foetus in de baarmoeder. Dergelijke afwijkingen kunnen een beperking van de hersenenontwikkeling omvatten, genetische stoornissen, abnormale bloedvaten of bloedstolsels, of besmetting van de hersenen.

## Healthwatch Cerebrale Parese
In 2023 is de Healthwatch Cerebrale Parese voor volwassenen gepubliceerd. Hierin wordt diagnosticeren, identificeren, classificeren en evalueren van Cerebrale Parese beschreven.